# Enispe corbeti
Enispe corbeti är en fjärilsart som beskrevs av Henry Maurice Pendlebury 1933. Enispe corbeti ingår i släktet Enispe och familjen praktfjärilar. Inga underarter finns listade i Catalogue of Life.